# Volo Avient Aviation 324
Il 28 novembre 2009 alle 08:12 (UTC+8), il McDonnell Douglas MD-11F di Avient Aviation, immatricolato Z-BAV (c/n 48408), in volo dall'aeroporto di Shanghai-Pudong all'aeroporto Internazionale di Manas, vicino a Biškek, si schiantò durante il decollo con un bilancio di tre vittime. Mentre l'aereo ruotava per la partenza, la coda colpì il suolo e l'aereo superò la fine della pista, finendo sopra un magazzino vicino alla pista. Avient aveva preso in consegna l'apparecchio il 20 novembre 2009, 8 giorni prima dell'incidente.
Si tratta del primo incidente in assoluto avvenuto nell'aeroporto di Shanghai-Pudong.
I membri dell'equipaggio provenivano da Stati Uniti (4), Indonesia (1), Belgio (1) e Zimbabwe (1).

## L'aereo
Il velivolo venne acquistato da Pegasus Aviation, un locatore di aeromobili con sede a San Francisco. Consegnato nel 1990, questo MD-11 è stato il primo di proprietà della Pegasus ad essere noleggiato alla Korean Air come aereo di linea passeggeri e poi convertito in cargo nel 1995, con la registrazione HL7372. Il 9 gennaio 2002, l'aereo subì un piccolo incidente in cui la coda urtò il suolo durante le operazioni di carico nell'aeroporto di Sydney. L'aereo venne stato restituito a Pegasus nel 2004. Dal 2005 al 2009 fu noleggiato alla Varig del Brasile. Era il gemello dell'HL7373, l'MD-11F che si era schiantato all'aeroporto internazionale di Shanghai Hongqiao a causa di un errore del pilota mentre operava il volo Korean Air Cargo 6316 nel 1999.

## Le indagini
I rapporti ufficiali dell'inchiesta sono stati difficili da ottenere nel corso degli anni; il 28 febbraio 2020 è stata resa pubblica una traduzione in inglese di un "breve estratto" dell'inchiesta cinese. Secondo questo estratto, le leve di spinta non sono mai state portate in posizione di decollo e l'automanetta non è mai passato alla modalità di decollo. L'equipaggio percepì attraverso segnali fisici che la spinta era anormalmente bassa, ma non identificò il problema né intraprese alcuna azione correttiva. Le simulazioni sembravano indicare che, con un'azione correttiva tempestiva, era possibile recuperare e prevenire l'incidente. Si sospettava che la stanchezza fosse un fattore in comune a tutti i membri dell'equipaggio, molti dei quali soffrivano di jetlag a causa del lungo viaggio e dei numerosi passaggi di fuso orario per posizionarsi sul volo dell'incidente.